# Archaeoglobus
Archaeoglobus es un género de microorganismos hipertermófilos del dominio Archaea. Se compone de dos especies, A. fulgidus y A. profundus que fueron aisladas de fuentes hidrotermales. Archaeoglobus se puede también encontrar en los yacimientos de petróleo a alta temperatura donde puede contribuir a la descomposición del petróleo. El crecimiento óptimo de estos organismos se produce a aproximadamente 83 °C. 
Metabólicamente, Archaeoglobus es una archaea reductora del sulfato (a sulfuro), acoplando esta reducción a la oxidación de diversas fuentes orgánicas de carbono, incluyendo polímeros complejos. También puede vivir quimiolitoautotróficamente uniendo la oxidación de tiosulfato a la reducción del gas hidrógeno. Archaeoglobus es de los únicos organismos capaces de la reducción del sulfato, con la excepción de las tradicionales bacterias reductoras del sulfato.
Intrigantemente, la secuenciación completa del genoma de A. fulgidus (Klenk, 1997) ha revelado la presencia de un sistema casi completo de genes para la metanogénesis. La función de estos genes en A. fulgidus sigue siendo desconocida, aunque la carencia de la enzima metil-CoM reductasa no permite que la metanogénesis ocurra por un mecanismo similar al encontrado en otros metanógenos.